# Khaidu khan
Khaidu khan (mongol cyrillique : Хайду) ou Qaidu ( ᠬᠠᠢ᠌ᠳᠤ）, né aux environs 1040, décédé en 1100, est un khan mongol, dirigeant du Khamag Mongol à partir des environs de 1080.

## Famille
Il est l'arrière arrière petit fils de Bodonchar Munkhag (~850 — 900).
De son épouse, on lui connait deux fils :
- Shingkor Doqsin, ancêtre des Bordjiguides;
- Charaqai Lingqu, ancêtre des Tayichiud.

Par son fils ainé, il est l'arrière grand-père de Gengis Khan.